# Mitt liv som Liz
Mitt liv som Liz är en TV-show som går genom vardagen genom ögonen på huvudpersonen, Liz Lee en 17-årig tonåring som inte känner sig hemma i sin stad, Burleson, Texas. Under hennes sista år är hon fast besluten att sticka ut men ändå passa in med sina studiekamrater. Liz uppriktighet och sarkasm innebär att tittarna kan bevittna den sannaste och mest verkliga stunder av att vara en tonårsflicka. Mitt liv som Liz debut på MTV den 18 januari 2010 kl 10:30 efter The Buried Life.